# Sarsiella capillaris
Sarsiella capillaris är en kräftdjursart. Sarsiella capillaris ingår i släktet Sarsiella och familjen Sarsiellidae. Inga underarter finns listade i Catalogue of Life.